# Свято-Георгіївська церква (Боремель)
Церква святого Георгія — чинна дерев'яна церква, пам'ятка архітектури місцевого значення у селі Боремель  Демидівського району на РівненщиніПарафія належить до Демидівського районного благочиння Рівненської єпархії Православної Церкви України. 

## Розташування

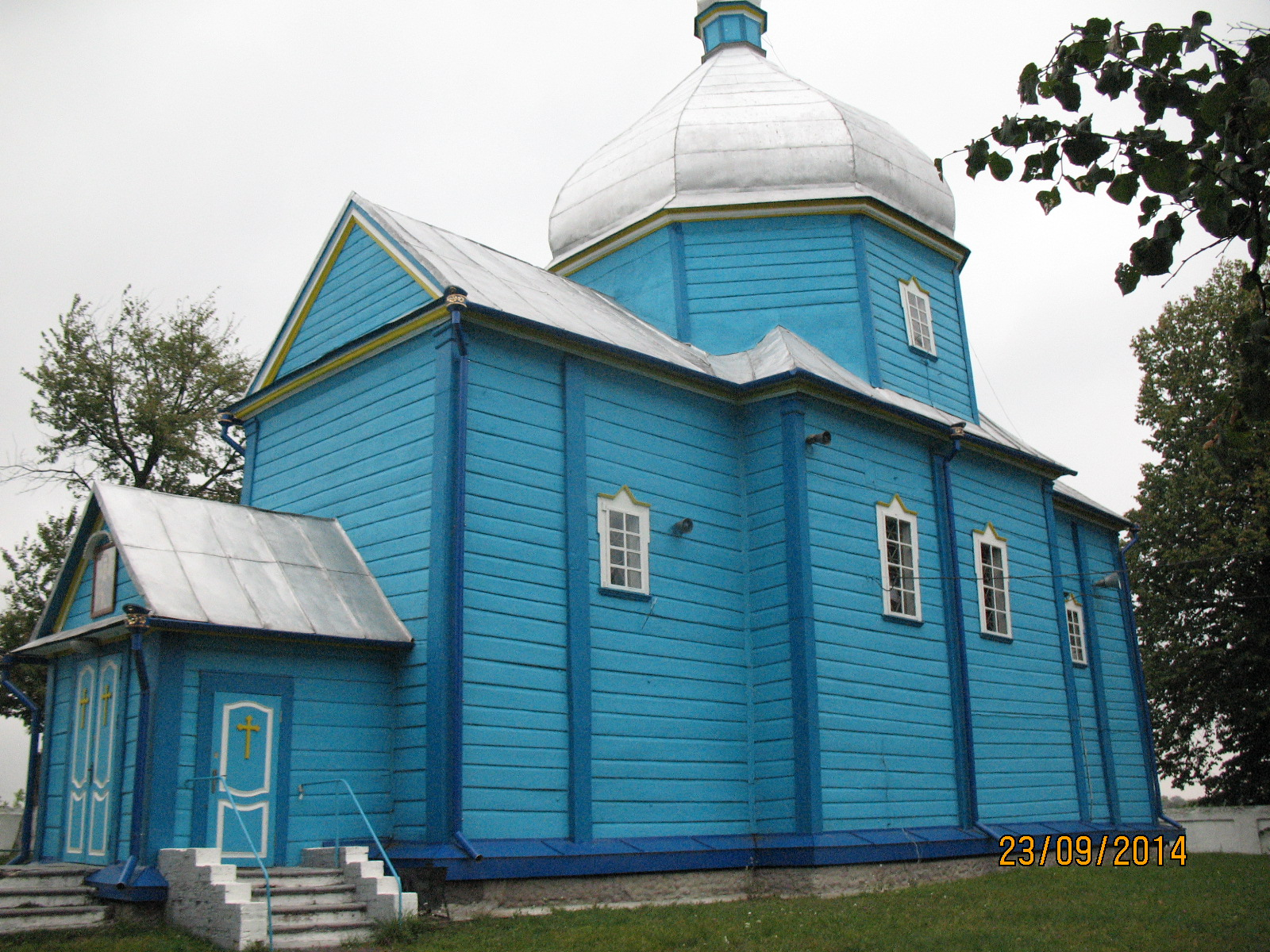
Церква святого Георгія

Церква розташовується на території старого цвинтаря на південній околиці села. 

## Історія
Побудована на кошти прихожан, виконує роль вертикальної домінанти, розташованої на підвищеному лівому березі р. Стир (тепер Хрінницьке водосховище). Церква ґрунтовно відремонтована у 1885 році.

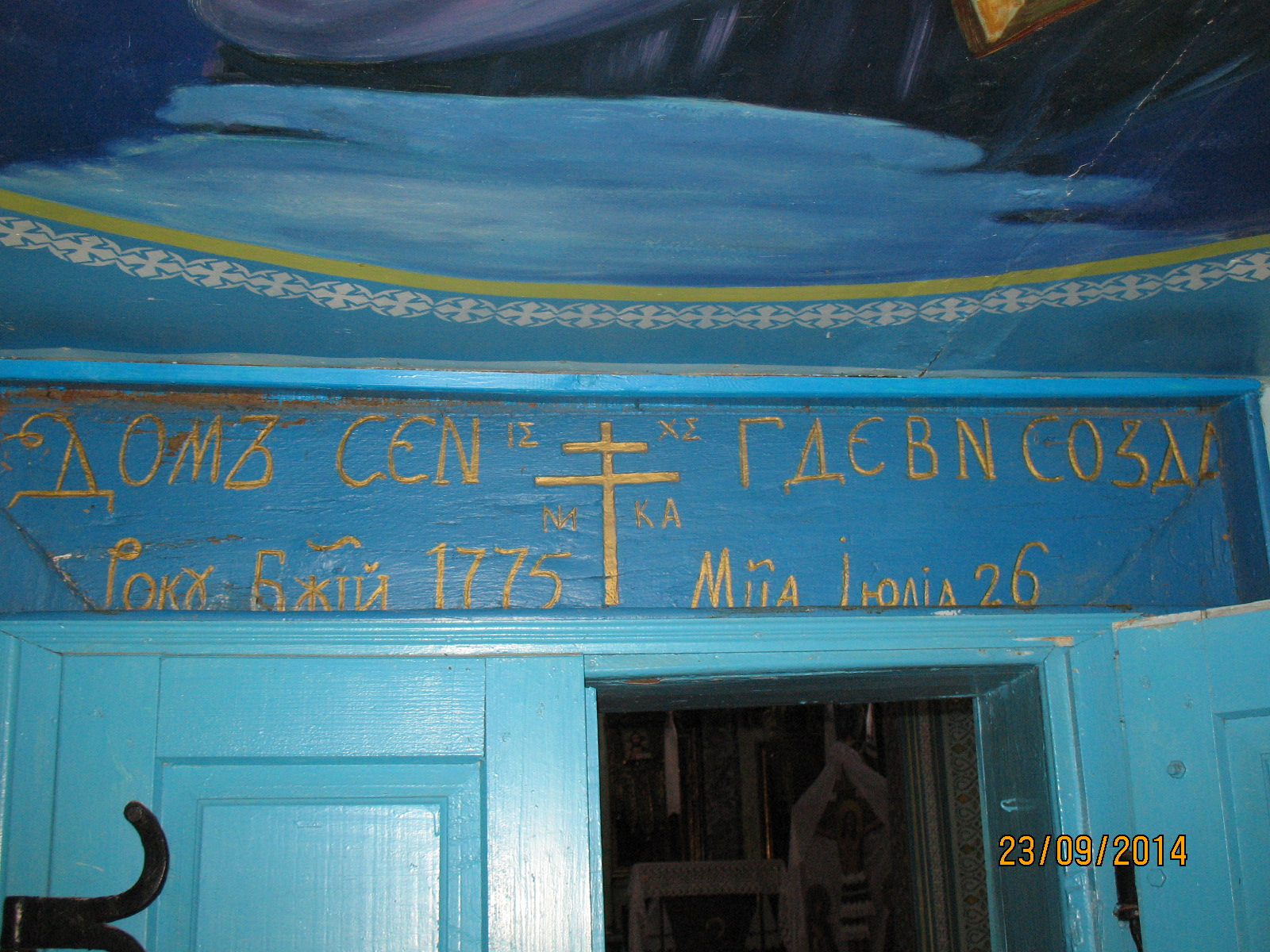
Напис з датою будівництва церкви

## Архітектура
Церква дерев'яна, тризрубна, однобанева з рівновисокими зрубами на кам'яному фундаменті. Над головною навою влаштовано восьмерик з масивною банею грушеподібної форми. Завершення бані – декоративна «сліпий» ліхтар з маківкою. 
З заходу до головного входу в бабинець прибудовані невеликі сіни з двома дверима – на південь та на захід. До північної стіни вівтаря прибудована ризниця. Ззовні стіни шальовані горизонтальними дошками. Покрівля – нефарбована оцинкована бляха. 
В церкві знаходиться бароковий іконостас з елементами стилю рококо. 
На перетинці над вхідними дверима до бабинця зберігся старовинний різьблений напис з датою будівництва церкви: «ДомЪ сеи гдє вN созда Року Божій 1775 М-ца Іюліа 26». 
Колористика зовнішніх стін – блакитні з білими деталями.

## Див.також
- Церква на Електронній карті спадщини дерев'яного церковного зодчества Рівненської області.
- Вікіпедія:Вікі любить пам'ятки/Рівненська область/Демидівський район